# Стадіон у Монгомо
Стадіон у Монгомо (ісп. Estadio de Mongomo) — багатофункціональний стадіон у місті Монгомо в Екваторіальній Гвінеї. 
Стадіон приймав матчі фінальної частини Кубка африканських націй 2015.